# 22-й гвардійський бомбардувальний авіаційний полк (СРСР)
22-й гварді́йський Красноя́рський о́рдена Суво́рова 3-го сту́пеня нічни́й бомбардува́льний авіаці́йний полк (22-й гнбап) — авіаційний полк у складі ВПС СРСР в роки Другої світової війни та після неї.

## Історія
У травні 1938 року з особового складу 44-ї авіаційної бригади Сибірського військового округу в місті Красноярську був сформований 1-й швидкісний бомбардувальний авіаційний полк (1-й шбап) у складі 5-ти ескадрилей. На озброєнні полку перебували 62 біплани Р-5. Наприкінці того ж року полк почав переозброюватись на бомбардувальники СБ.
На початку 1939 року полк визнаний боєготовим, влітку того ж року перекидається до Забайкальського ВО. П'ять найкращих екіпажів полку брали участь в боях на Халхин-Голі. Після розгрому японців полк повертається до Красноярська.
У січні 1940 року 1-й шбап був розділений: більша його частина на чолі з командиром полку полковником О. К. Богородецьким відбула для участі в радянсько-фінській війні, а менша частина, зберігши назву, залишилась у Красноярську. Штат полку був доукомплектований випускниками військових авіаційних шкіл Новосибірська і Кемерово.
Влітку 1940 року полк базувався в Чорногорську, а в січні 1941 року переведений в Ашхабад. Влітку 1941 року полк був переміщений на південь Туркменістану, в Кизил-Арват. З серпня по жовтень 1941 року брав участь в радянській окупації Північного Ірану, базуючись на аеродромі Гарган.
7 жовтня 1941 року надійшов наказ про перекидання полку в складі 2-х ескадрилей (20 літаків) на оборону Москви. Літаки переганялись своїм ходом, а наземний і технічний склад відбув потягом. В ході руху маршрут був змінений, а відсутність зв'язку призвела до того, що літаки приземлились в Єгор'євську, а наземний склад прибув у Дмитров. Полк був включений до складу 38-ї змішаної авіаційної дивізії Західного фронту. Протягом жовтня — листопада здійснювались переважно денні одиночні польоти під прикриттям хмар на бомбардування, повітряну розвідку, аерофотозйомку.
28 листопада 1941 року 1-й шбап переданий до складу 146-ї авіаційної дивізії. До кінця року внаслідок бойових дій в полку залишився 1 справний і 3 несправних літаки, тому 7 січня 1942 року довелось припинити бойову діяльність. 9 січня наявні літаки передані в 130-й шбап, а сам полк був переданий у безпосереднє підпорядкування ВПС Західного фронту. До 20 лютого 1942 року йшло відновлення матеріальної частини, поповнення особовим складом. На озброєння полку перебували літаки СБ та Ар-2.
24 травня 1942 року полк офіційно отримав назву 1-й нічний бомбардувальний авіаційний полк (1-й нбап), тоді ж був включений до складу 213-ї, а згодом — 204-ї бомбардувальних авіаційних дивізій. З вересня 1942 року полк брав участь в боях за Ржев. Наказом НКО СРСР № 374 від 22.11.1942 року полк був перетворений в 22-й гвардійський нічний бомбардувальний полк (22-й гнбап). До березня 1943 року здійснено майже 600 бойових вильотів у район Ржева та Ржевського плацдарму. Також, починаючи з січня 1943 року, до обов'язків полку додалось забезпечення боєприпасами і продовольством партизанських загонів, що діяли в районі Клєтня — Брянськ — Вітебськ.
Наприкінці червня 1943 року залишки полку були виведені на аеродром Ляди, поблизу Тамбова. Майже 9 місяців йшло попвнення й перенавчання особового складу на американські бомбардувальники Douglas A-20 Havoc. 9 квітня 1944 року 22-й гнбап, маючи в своєму складі 30 літаків, 123 особи льотного і 199 осіб керівного та технічного складу, відбув на фронт. Включений до складу 321-ї бомбардувальної авіаційної дивізії. Діяв на 1-у та 4-у Українських фронтах.
Перемогу 22-й гнбап зустрів у Німеччині, на аеродромі Обер-Глогау. До 18 серпня 1945 року перебував на території Німеччини. Після виведення на територію СРСР, до грудня 1945 року знаходився поблизу селища Сутиски Вінницької області України. Протягом грудня 1945 — січня 1946 року йшло перебазування полку до Середньої Азії. Містився на аеродромі міста Фергана в кількості 4-х ескадрилей. В березні 1947 року до складу полку передано 13 екіпажів розформованого 46-го бомбардувального авіаційного полку.
22-й гвардійський бомбардувальний Красноярський ордена Суворова авіаційний полк був розформований у 1960 році.

## Участь у бойових діях
- з 18 жовтня 1941 року по 27 червня 1943 року;
- з 25 квітня 1944 року по 11 травня 1945 року.

## Командири
- майор Хотминський — 05.38-01.39;
- полковник Руденко — 01.39-05.39;
- полковник Богородецький Олександр Костянтинович — 05.39-01.40;
- майор Донченко Семен Олексійович — 01.40-03.41;
- підполковник Карнафель Франц Миколайович — 03.41-08.10.41;
- майор, підполковник Донченко Семен Олексійович — 10.41-11.42;
- гвардії майор Волков Д. А. — 11.42-03.43;
- майор, гвардії підполковник Барулін Микола Іванович — 03.43-05.45.

## Нагороди і почесні звання
- — Наказ НКО СРСР № 374 від 22.11.1942 року — за героїзм особового складу під час бойових дій в районі Болхова і Ржева.
- Красноярський — Наказ НКО СРСР № 207 від 04.05.1943 року — на честь організації й формування полку, проходження навчально-бойової підготовки в місті Красноярську.
- — Указ Президії Верховної Ради СРСР від 4 липня 1945 року — за бойові дії в Польщі та Чехословаччині.

## Герої Радянського Союзу
- Кобилянський Іван Олександрович (1921—1945) — гвардії капітан, штурман ескадрильї (Указ ПВР СРСР від 27.03.1942 р.).